# Алимбетовка
Алимбетовка (каз. Әлімбет) — село в Каргалинском районе Актюбинской области Казахстана. Административный центр Алимбетовского сельского округа. Расположено на автодороге А-25 в 9 км от российско-казахстанской границы. Код КАТО — 154035100.

## Население
В 1999 году население села составляло 1016 человек (499 мужчин и 517 женщин). По данным переписи 2009 года, в селе проживало 1009 человек (484 мужчины и 525 женщин).